# Osteocephalus
Osteocephalus és un gènere de granotes de la família dels hílids que es troba a la conca de l'Amazones, Veneçuela, Colòmbia, el sud-est del Brasil, el nord-est de l'Argentina i les Guaianes.

## Taxonomia
- Osteocephalus buckleyi
- Osteocephalus cabrerai
- Osteocephalus deridens
- Osteocephalus elkejungingerae
- Osteocephalus exophthalmus
- Osteocephalus fuscifacies
- Osteocephalus heyeri
- Osteocephalus langsdorffii
- Osteocephalus leoniae
- Osteocephalus leprieurii
- Osteocephalus mutabor
- Osteocephalus oophagus
- Osteocephalus pearsoni
- Osteocephalus planiceps
- Osteocephalus subtilis
- Osteocephalus taurinus
- Osteocephalus verruciger
- Osteocephalus yasuni